# سووث إل مونتي (كاليفورنيا)
سووث إل مونتي (بالإنجليزية: South El Monte)‏ هي إحدى مدن مقاطعة لوس أنجليس، كاليفورنيا. حصلت على لقب مدينة في 30 يوليو 1958.

## التركيبة السكانية
حدّد مكتب تعداد الولايات المتحدة بيانات التركيبة السكانية لسووث إل مونتي في تعداد الولايات المتحدة. في ما يلي، التركيبة السكانية حسب تعدادي 2000 و2010.

### تعداد عام 2000
بلغ عدد سكان سووث إل مونتي 21,144 نسمة بحسب تعداد عام 2000، وبلغ عدد الأسر 4,620 أسرة وعدد العائلات 4,088 عائلة مقيمة في المدينة. في حين سجلت الكثافة السكانية 2,865 نسمة لكل كيلومتر مربع (7,420.3/ميل2). وبلغ عدد الوحدات السكنية 4,724 وحدة بمتوسط كثافة قدره 640.1 لكل كيلومتر مربع (1,657.9/ميل2).
وتوزع التركيب العرقي للمدينة بنسبة 40.61% من البيض و0.38% من الأمريكيين الأفارقة و1.57% من الأمريكيين الأصليين و8.43% من الأمريكيين ذوي الأصول الآسيوية و0.18% من سكان جزر المحيط الهادئ و43.98% من الأعراق الأخرى و4.84% من عرقين مختلطين أو أكثر و86.03% من الهسبانيون أو اللاتينيون من أي عرق.
بلغ عدد الأسر 4,620 أسرة كانت نسبة 63.4% منها لديها أطفال تحت سن الثامنة عشر تعيش معهم، وبلغت نسبة الأزواج القاطنين مع بعضهم البعض 61% من أصل المجموع الكلي للأسر، ونسبة 17.5% من الأسر كان لديها معيلات من الإناث دون وجود شريك، بينما كانت نسبة 10% من الأسر لديها معيلون من الذكور دون وجود شريكة وكانت نسبة 11.5% من غير العائلات. تألفت نسبة 8% من أصل جميع الأسر من عدة أفراد يعيشون في نفس المنزل ونسبة 3.9% كانت تتألف من شخص يعيش بمفرده يبلغ من العمر 65 عاماً أو أكثر. وبلغ متوسط حجم الأسرة المعيشية 4.57، أما متوسط حجم العائلات فبلغ 4.61.
بلغ متوسط العمر للسكان 26.9 عاماً. وكانت نسبة 33.5% من القاطنين تحت سن الثامنة عشر، وكانت نسبة 13% بين الثامنة عشر والرابعة والعشرين عاماً، ونسبة 31.2% كانت واقعةً في الفئة العمرية ما بين الخامسة والعشرين والرابعة والأربعين عاماً، ونسبة 15% كانت ما بين الخامسة والأربعين والرابعة والستين، ونسبة 7.2% كانت ضمن فئة الخامسة والستين عاماً فما فوق. يوجد لكل 100 أنثى 105.3 ذكر، ويوجد لكل 100 أنثى في الثامنة عشر من عمرها فما فوق 103.7 ذكر.
بلغ متوسط دخل الأسرة في المدينة 34,656 دولارًا، أما متوسط دخل العائلة فبلغ 34,349 دولارًا. وكان متوسط دخل الذكور 21,075 دولارًا مقابل 18,949 دولارًا للإناث. وسجل دخل الفرد الخاص بالمدينة 10,130 دولارًا. وكانت نسبة 16.2% من العائلات ونسبة 19% من السكان تحت خط الفقر، وكان من هؤلاء نسبة 23.1% تحت سن الثامنة عشر ونسبة 11% في الخامسة والستين من العمر وما فوق.

### تعداد عام 2010
بلغ عدد سكان سووث إل مونتي 20,116 نسمة بحسب تعداد عام 2010، وبلغ عدد الأسر 4,569 أسرة وعدد العائلات 4,003 عائلة مقيمة في المدينة. في حين سجلت الكثافة السكانية 2,725.7 نسمة لكل كيلومتر مربع (7,059.5/ميل2). وبلغ عدد الوحدات السكنية 4,711 وحدة بمتوسط كثافة قدره 638.3 لكل كيلومتر مربع (1,653.2/ميل2).
وتوزع التركيب العرقي للمدينة بنسبة 50.39% من البيض و0.53% من الأمريكيين الأفارقة و1.24% من الأمريكيين الأصليين و10.99% من الأمريكيين ذوي الأصول الآسيوية و0.06% من سكان جزر المحيط الهادئ و33.40% من الأعراق الأخرى و3.39% من عرقين مختلطين أو أكثر و84.90% من الهسبانيون أو اللاتينيون من أي عرق.
بلغ عدد الأسر 4,569 أسرة كانت نسبة 57.8% منها لديها أطفال تحت سن الثامنة عشر تعيش معهم، وبلغت نسبة الأزواج القاطنين مع بعضهم البعض 55.9% من أصل المجموع الكلي للأسر، ونسبة 20.2% من الأسر كان لديها معيلات من الإناث دون وجود شريك، بينما كانت نسبة 11.5% من الأسر لديها معيلون من الذكور دون وجود شريكة وكانت نسبة 12.4% من غير العائلات. تألفت نسبة 8.7% من أصل جميع الأسر من عدة أفراد يعيشون في نفس المنزل ونسبة 4.6% كانت تتألف من شخص يعيش بمفرده يبلغ من العمر 65 عاماً أو أكثر. وبلغ متوسط حجم الأسرة المعيشية 4.39، أما متوسط حجم العائلات فبلغ 4.45.
بلغ متوسط العمر للسكان 30.4 عاماً. وكانت نسبة 30% من القاطنين تحت سن الثامنة عشر، وكانت نسبة 11.5% بين الثامنة عشر والرابعة والعشرين عاماً، ونسبة 29.3% كانت واقعةً في الفئة العمرية ما بين الخامسة والعشرين والرابعة والأربعين عاماً، ونسبة 20.2% كانت ما بين الخامسة والأربعين والرابعة والستين، ونسبة 8.9% كانت ضمن فئة الخامسة والستين عاماً فما فوق. وتوزع التركيب الجنسي للسكان بنسبة 50.5% ذكور و49.5% إناث.

## توأمة
لسووث إل مونتي (كاليفورنيا) اتفاقيات توأمة مع كل من:
- سوجو
- شيانغتان (1 نوفمبر 1994 - )

## أعلام
- جوزيف دياز
- روبن غارسيا